# Kościół św. Judy Tadeusza w Krakowie
Kościół św. Judy Tadeusza – zabytkowy rzymskokatolicki kościół parafialny znajdujący się w Krakowie, w dzielnicy XIV Czyżyny przy ul. Wężyka 6, na os. Czyżyny.
Jest to trójnawowa budowla typu bazylikowego. Nawa główna nakryta sklepieniem kolebkowym z lunetami, prezbiterium zakończone półkoliście.
Ściany nawy głównej i bocznych zdobią polichromie ze scenami z życia Chrystusa i wizerunkami świętych. W oknach naw bocznych znajdują się witraże przedstawiające świętych i sceny z Biblii.
Budowę świątyni rozpoczęto w 1936 roku. 16 października poświęcono kamień węgielny. Pierwszą mszę odprawiono już 25 grudnia 1936 w miejscu wznoszonego kościelnego prezbiterium. Do 1939 roku świątynia była gotowa w stanie surowym. Nie wybudowano tylko wieży.
Poświęcił kościół w 1942 r.  ksiądz arcybiskup Adam Sapieha. Nastąpiło to podczas wizytacji kanonicznej parafii Mogiła (do której należały wtedy Czyżyny).
Odrębna parafia Czyżyny została erygowana 15 kwietnia 1951. Obejmowała ona swoim zasięgiem obszar dawnych wsi Czyżyny i Łęg. W latach 1989–1991 dobudowano, przewidzianą wcześniejszymi planami, kościelną wieżę wysokości 30 metrów. Znajdują się na niej trzy spiżowe dzwony, wykonane w 1986 roku i noszące imiona: Św. Juda Tadeusz, Maryja i Jan Paweł II. Wieżę wieńczy 4-metrowej wysokości krzyż.

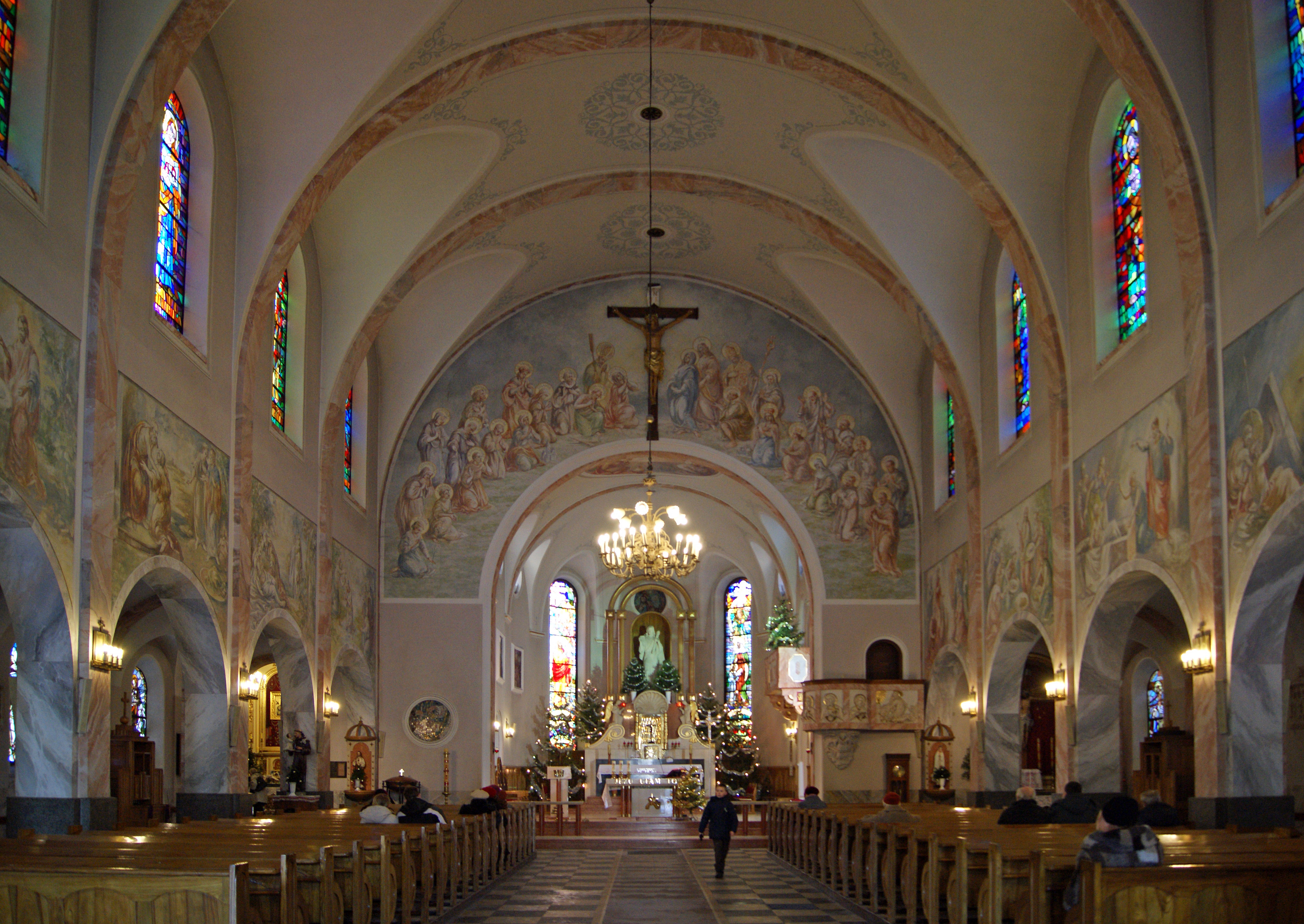
Nawa główna.
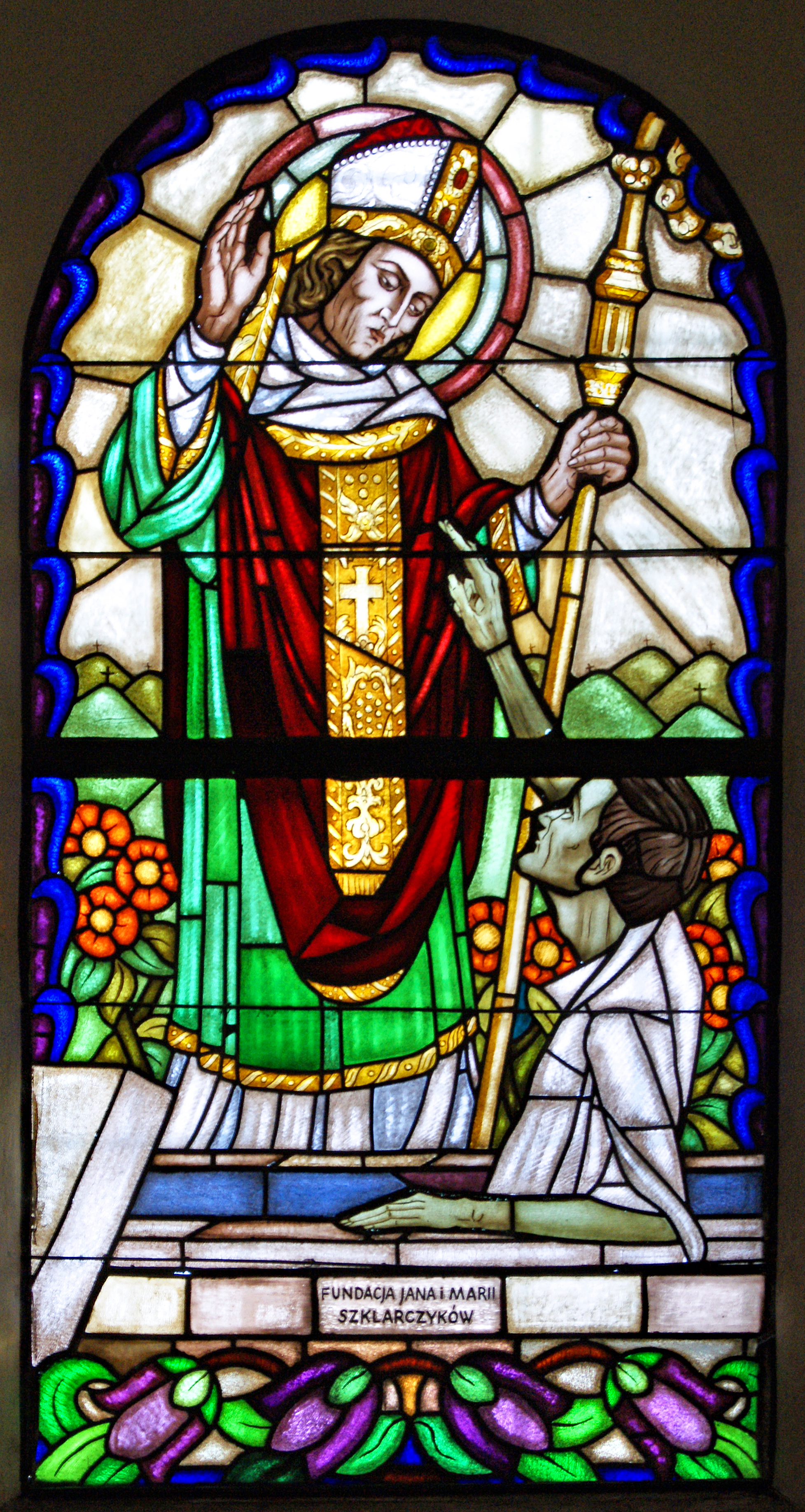
Witraż „św. Stanisław wskrzeszający Piotrowina”. Projektował Erwin Czerwenka, 1940 rok.